# Waterford GAA
Le Waterford County Board of the Gaelic Athletic Association ou plus simplement Clare GAA (en irlandais Cummann Luthchleas Gael Coiste Pórt Láirge) est une sélection de sports gaéliques basée dans la province du Munster. Elle est responsable de l’organisation des sports gaéliques dans le Comté de Waterford et des équipes qui le représente dans les rencontres inter-comtés. 

## Palmarès

### Hurling
- All-Ireland Senior Hurling Championships : 2
  - 1948, 1959
- National Hurling Leagues : 2
  - 1963, 2007
- Munster Senior Hurling Championships : 8
  - 1938, 1948, 1957, 1959, 1963, 2002, 2004, 2007

#### Joueurs célèbres
- Dan Shanahan

### Football gaélique
- All-Ireland Senior Football Championships : 0
- Ligue nationale de football gaélique : 0
- Munster Senior Football Championships : 1
  - 1898

### Football gaélique féminin
- Championnat d'Irlande de football gaélique féminin : 5
  - 1991, 1992, 1994, 1995,  1998